# Cumaca (Trinidad y Tobago)
Cumaca es una localidad de Trinidad y Tobago, que forma parte de la región de Sangre Grande.

## Geografía
La localidad abarca parte de la isla Trinidad y limita al norte con Blanchisseuse (localidad perteneciente a las regiones de Tunapuna-Piarco y San Juan-Laventille) y Matelot, al sur con Melajo, al este con Matura y al oeste con Valencia.

## Demografía
Datos demográficos de la localidad de Cumaca:
| Gráfica de evolución demográfica de Cumaca entre 2000 y 2011 |
|                                                              |